# مسترکلاس
مسترکلاس یک پلتفرم اشتراک آموزش آنلاین آمریکایی است که در آن دانش آموزان می‌توانند به آموزش‌ها و سخنرانی‌های از پیش ضبط شده توسط کارشناسان در زمینه‌های مختلف دسترسی داشته باشند. مفهوم مسترکلاس توسط دیوید روژیر طراحی شد و با آرون راسموسن توسعه یافت.مسترکلاس توسط دیوید راجر زمانی که دانشجوی دانشگاه استنفورد بود، در ابتدا با نام "Yanka Industries" تأسیس شد. راجر که همچنان به عنوان مدیر اجرایی (مدیر عامل) خدمت می‌کند، از آرون راسموسن خواست تا به عنوان یکی از بنیانگذاران و مدیر ارشد فناوری به شرکت بپیوندد. این وب سایت تحت نام مسترکلاس در ۱۲ می ۲۰۱۵ راه‌اندازی شد
مسترکلاس در سال ۲۰۱۵ با سه مربی راه‌اندازی شد و دوازده کلاس در سال ۲۰۱۷ اضافه شد در اواخر سال ۲۰۱۷، کلاس بازیگری که توسط کوین اسپیسی برگزار شد، پس از اینکه چندین اتهام تجاوز جنسی به‌طور علنی علیه این بازیگر مطرح شد، حذف شد. تا اواخر سال ۲۰۱۸ مستر کلاس حدود ۵۰ کلاس و ۱۰۰۰ درس داشت. پشتیبانی از دستگاه‌های تلفن همراه برای اولین بار در آوریل ۲۰۱۸ اضافه شد مسترکلاس در ژوئن ۲۰۱۹ دیوید شریبر را به عنوان مدیر ارشد بازاریابی استخدام کرد. در ژوئن ۲۰۲۲، این شرکت ۲۰ درصد از کارکنان خود را به دلیل بدتر شدن محیط اقتصاد کلان اخراج کرد.

## استادهای قابل توجه
استادهای برجسته گذشته و حال عبارتند از:
- Aaron Sorkin[۲۰]
- Alice Waters
- Alicia Keys
- Amy Tan
- Anna Wintour
- Annie Leibovitz
- Armin van Buuren
- Bill Clinton
- Bob Iger
- Bobbi Brown
- Brandon McMillan
- Carlos Santana
- Christina Aguilera
- Christopher Voss
- Condoleezza Rice
- Cornel West[۲۱]
- Daniel Negreanu[۲۲]
- David Axelrod
- David Lynch[۲۰]
- Deadmau5[۲۲]
- Diane von Fürstenberg
- Dominique Ansel
- Doris Kearns Goodwin
- Es Devlin
- Frank Gehry
- Futura[۲۳]
- Garry Kasparov
- George W. Bush
- Gordon Ramsay
- Hans Zimmer
- Helen Mirren
- Herbie Hancock
- Hillary Clinton
- James Cameron[۲۴]
- James Patterson
- James Suckling
- Jane Goodall
- Jimmy Chin[۲۵]
- Jodie Foster[۲۰]
- Jon Kabat-Zinn
- Joyce Carol Oates
- Judd Apatow
- Karl Rove
- Kelly Wearstler
- Ken Burns[۲۰]
- LeVar Burton
- Lewis Hamilton
- Lynnette Marrero
- Madeleine Albright
- Madhur Jaffrey
- Malcolm Gladwell
- Margaret Atwood[۲۲]
- Mariah Carey[۲۶][۲۷]
- Martin Scorsese
- Massimo Bottura
- Michael Pollan[۲۸]
- Michael W. Twitty
- Misty Copeland
- Nancy Cartwright
- Natalie Portman
- Neil deGrasse Tyson
- Neil Gaiman
- Penn & Teller[۲۲]
- Phil Ivey
- Pinky and the Brain[۲۹]
- Reba McEntire
- Ringo Starr
- Ron Howard[۲۰]
- Ron Finley
- RuPaul
- Samuel L. Jackson
- Sara Blakely
- Serena Williams
- Sheila E.[۳۰]
- Shonda Rhimes
- Spike Lee[۲۲]
- Stephen Curry[۳۱]
- Steve Martin
- St. Vincent[۲۲]
- Tan France
- Terence Tao
- Thomas Keller
- Timbaland
- Tom Morello
- Tony Hawk[۲۲]
- Usher
- Werner Herzog[۲۰]
- Yotam Ottolenghi
- Yo-Yo Ma